# Főnév
A hagyományos nyelvtanok szemléletében a főnév olyan szófaj, amely elégséges fogalmi és szemantikai tartalommal rendelkezik, és tág értelemben vett tárgyat nevez meg: élőlényt, szűk értelemben vett tárgyat, anyagot, jelenséget, cselekvést, állapotot, tulajdonságot, viszonyt fejez ki.
A flektáló nyelvekben és más típusú nyelvekben is, mint a magyar, a főnév ragozható.
Jellemző alaktani kategóriái nem azonosak minden nyelvben. Például az indo-európai nyelvekben ezek a nem, a szám és az eset, de a magyar nyelvben hiányzik közülük a nem.
A főnév bizonyos mondattani funkciókat tölthet be az egyszerű mondatban, mint például alany, névszói állítmány névszói része, tárgy, jelző, határozó stb.

## A főnevek osztályozása
A főneveket többféle kritérium szerint lehet osztályozni.

### Alakulásuk szempontjából
Ebből a szempontból a főnév lehet:
- tőszó vagy képzett szó

Tőszók az olyan főnevek mint fej, ház, mag, képzettek pedig a fejecske, rosszaság, vetés.
- egyszerű vagy összetett

A fenti példák mind egyszerű főnevek. Összetettek a jókívánság, vízvezeték-szerelő, aranyóra főnevek. A magyar nyelv nagyon gazdag összetett főnevekben, akárcsak a német nyelv, ellentétben például az újlatin nyelvekkel.

### Fogalmi tartalmuk szempontjából
Eszerint a kritérium szerint a főnév lehet:
- konkrét vagy elvont

A konkrét főnevek érzékelhető tartalmat neveznek meg. Ilyenek a fa, varjú, villám szavak. Az elvont főnevek által megnevezett tartalmat nem lehet érzékelni: bátorság, szükség, lehetőség.
- köznév vagy tulajdonnév

A köznév sok hasonló élőlénynek vagy dolognak a közös neve: állat, anya,
A tulajdonnév élőlénynek vagy dolognak a saját neve: Kovács, Anna, Buksi, Budapest, Szaturnusz stb.
Az egyes dolgoknak az esetek nagy részében nem adunk saját nevet, vagyis tulajdonnevet. A névelőhasználat abban nyújt segítséget a beszélőknek a nyelvhasználat során, hogy a csak köznévvel megnevezett (vagy megnevezhető) dolgok esetén is tudjuk, hogy az alatt egy konkrét, másik ilyen köznevű egyeddel nem helyettesíthető dologról beszélünk, vagy az adott köznévvel megnevezett dolgok általánosságáról beszélünk, amelyek egymással bármikor helyettesíthetők.
- élő tárgyat vagy élettelent megnevező

Az élőt megnevező főnév vonatkozhat személyre vagy más élőlényre. Az élettelen lehet anyag, fogalom vagy szűk értelemben vett tárgy.
- megszámlálható vagy nem megszámlálható

A megszámlálható főnevet lehet többes számba tenni és/vagy számnévvel társítani: szék, orr, alkalom. A nem megszámlálható főnévvel ez nem lehetséges. Anyagot vagy egyes elvont fogalmakat nevez meg: hélium, bátorság.
Egyes anyagnevek viselkedhetnek megszámlálhatókként és nem megszámlálhatókként is. Például a kenyér főnév megszámlálható a Két kenyeret vettem. mondatban, de nem megszámlálható a Kenyeret ettem. mondatban.
- egyéni vagy kollektív főnév

Az egyéni főnév egyes számban egyetlen grammatikai tárgyat nevez meg: reggel, fiú, alma. A kollektív főnév, ugyancsak egyes számban, több azonos tárgyra utal, egységként tekintve őket: tölgyes, parasztság.

### Alaktani szempontból
- csak egyes számú főnév (kapor) vagy csak többes számú (az angol scissors ’olló’)

- a mindkét természetes nemre utaló egyetlen alakú főnév, vagy két alakú (a nemeket alaktani eszközökkel kifejező nyelvekben)

Bizonyos élőlények hímjének és nőstényének ugyanaz a neve. Egyeseké hímnemű: francia cygne ’hattyú’, rhynocéros ’orrszarvú’, coucou ’kakukk’. Másoké nőnemű: francia taupe ’vakond’. Más élőlények hímjét és nőstényét két különböző szóval nevezik meg, amelyek közül az egyik a másikból képzett: francia tigre ’hím tigris’ > tigresse ’nőstény tigris’ (a nőnemű főnév a hímneműből képzett), román vulpe ’nőstény róka’ > vulpoi ’hím róka’ (a hímnemű alak a nőneműből képzett).